# Face du Kangshung

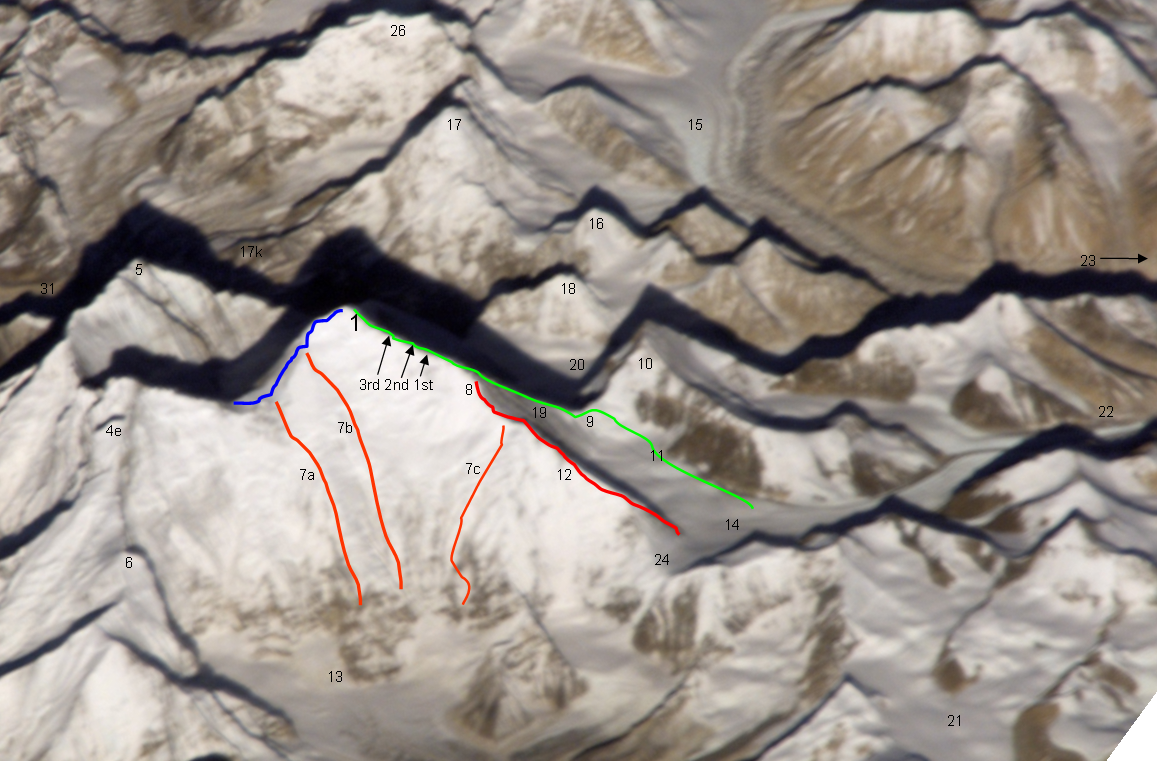
Face du Kangshung
Voie Normale par le col Sud
Voie Normale par le col Nord
Voies par la face du Kangshung

La face du Kangshung ou face de Kangshung est la face est de l'Everest. C'est l'une des parties tibétaines de la montagne. Elle mesure 3 350 mètres à partir de sa base au glacier de Kangshung jusqu'au sommet.